# Курупі
Курупіра — персонаж міфології гуарані. Він є одним із семи жахливих дітей Тау та Керани, і як такий є однією з центральних легендарних постатей у регіоні гуарані, де розмовляють гуарані. Він також є однією з небагатьох постатей, які досі відіграють важливу роль у сучасній культурі регіону

## Міфи
Кажуть, що Курупі дещо схожий на іншу, більш популярну фігуру з міфології Гуарані, Помберо. Кажуть, що Курупі, як і Помберо, низький, потворний і волохатий. Він живе в диких лісах регіону, і вважався володарем лісів та захисником диких тварин. Однак найбільш характерною рисою Курупі був величезний пеніс, який зазвичай кілька разів обертався навколо його талії, як пояс. Завдяки цій особливості він свого часу шанувався гуарані як дух родючості.
Як і Помберо, Курупі часто звинувачують у несподіваних або небажаних вагітностях. Кажуть, що його пеніс чіпкий, і завдяки своїй довжині він нібито міг простягнути його крізь двері, вікна чи інші отвори в домі та запліднити сплячу жінку, навіть не входячи в будинок. Разом з Помберо Курупі був цапом-відбувайлом, якого використовували жінки-перелюбниці, щоб уникнути гніву чоловіка, або самотні жінки, щоб пояснити свою вагітність. Очікувалося, що діти, народжені від Курупі, будуть маленькими, потворними та волохатими, як і їхній батько, а якщо вони будуть чоловічої статі, то успадкують щось від батьківської мужності. У деяких випадках Курупі звинувачують у зникненні молодих жінок, нібито викрадаючи їх до свого будинку в лісі для використання для задоволення своїх лібідинозних бажань (зґвалтування).

Легенда про Курупі дещо потьмяніла порівняно з Помберо, і частіше фігурує в старих казках. Його вже рідко звинувачують у заплідненні жінок, хоча іноді його використовують, щоб залякати молодих дівчат і змусити їх бути цнотливими.

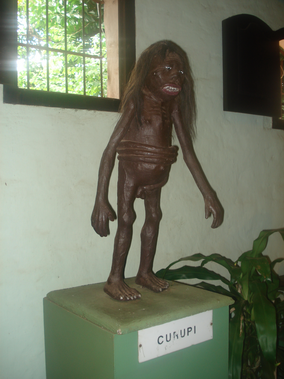
Статуя Курупі
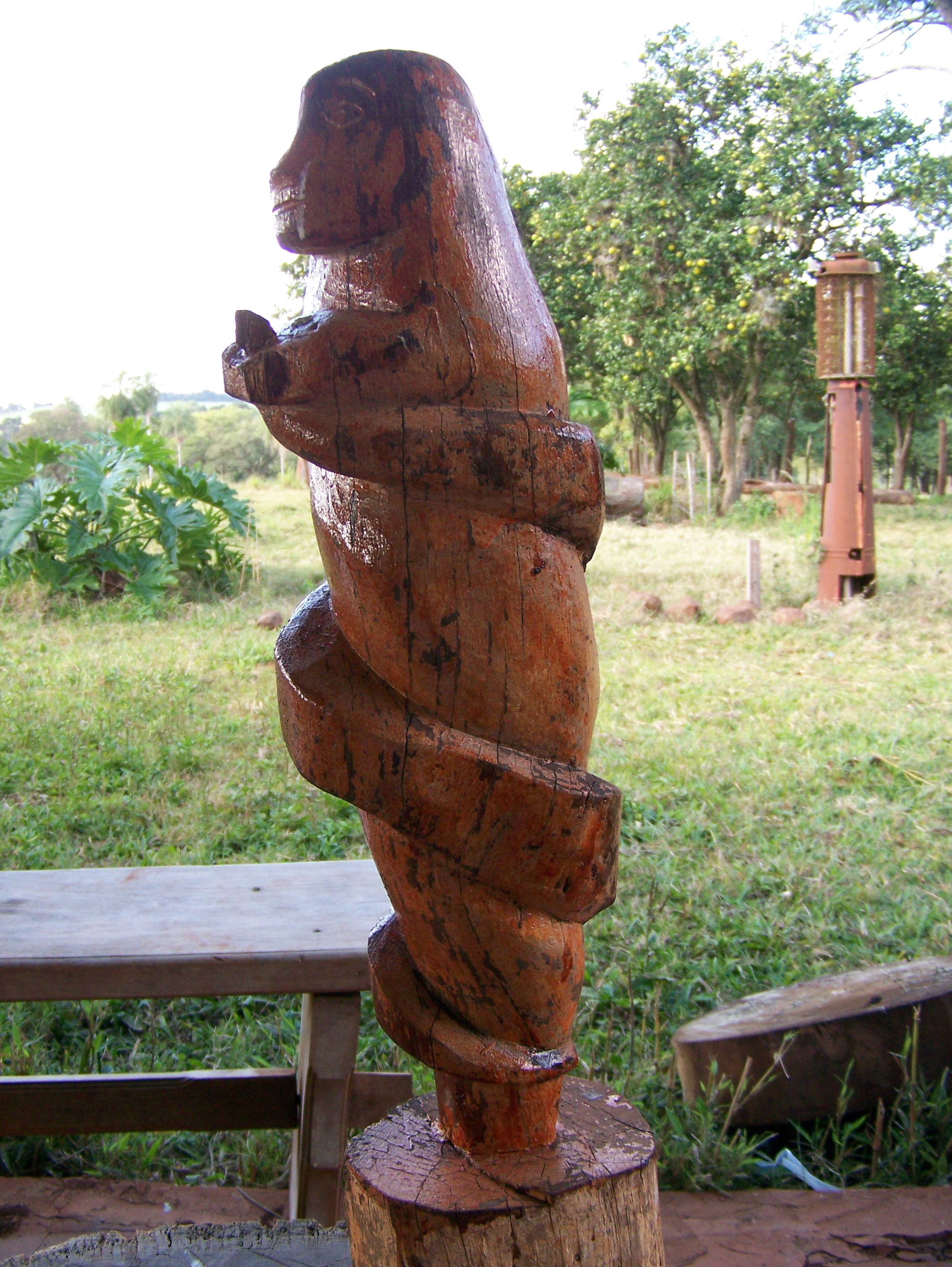
Різьба по дереву Пай Тавітера з Курупі, Парагвай